# Melanagromyza cyrtanthi
Melanagromyza cyrtanthi är en tvåvingeart som beskrevs av Spencer 1960. Melanagromyza cyrtanthi ingår i släktet Melanagromyza och familjen minerarflugor. Inga underarter finns listade i Catalogue of Life.